# Arirang News
Arirang News (Hangul: 아리랑 뉴스) là một chương trình âm nhạc Hàn Quốc được phát sóng lúc 13 giờ (KST) vào thứ 6 hàng tuần trên kênh Arirang bao gồm các nghệ sĩ K-pop tham gia ghi hình trước vào ngày thứ 2. Chương trình ban đầu được gọi là The M-Wave và được đổi thành Wave K vào năm 1997. Từ năm 1998, chương trình đổi thành Arirang News. MC ban đầu là Eli của U-KISS, sau này thay thế là Jacob và Kevin của The Boyz.

## MC chính
| Thời gian                  | Nghệ sĩ                   |
| -------------------------- | ------------------------- |
| 2011 - 18 tháng 5 năm 2018 | Eli (U-KISS)              |
| 25 tháng 5 năm 2018 - nay  | Kevin và Jacob (The Boyz) |

## MC đặc biệt
| Thời gian            | Nghệ sĩ             |
| -------------------- | ------------------- |
| 7 tháng 3 năm 2014   | RM (BTS)            |
| 25 tháng 7 năm 2014  | Jackson (Got7)      |
| 1 tháng 8 năm 2014   | Jackson (Got7)      |
| 24 tháng 7 năm 2015  | Wendy (Red Velvet)  |
| 31 tháng 7 năm 2015  | Son Na-eun (Apink)  |
| 30 tháng 10 năm 2015 | Sorn (CLC)          |
| 18 tháng 12 năm 2015 | I.M (Monsta X)      |
| 1 tháng 1 năm 2016   | Hani (EXID)         |
| 6 tháng 5 năm 2016   | Mark (Got7)         |
| 13 tháng 5 năm 2016  | Mark (Got7)         |
| 1 tháng 2 năm 2019   | Felix (Stray Kids)  |
| 8 tháng 2 năm 2019   | Lee Dae-hwi (AB6IX) |
| 23 tháng 2 năm 2019  | Sorn (CLC)          |
| 1 tháng 3 năm 2019   | Sorn (CLC)          |
| 19 tháng 4 năm 2019  | J-Hope (BTS)        |
| 3 tháng 5 năm 2019   | Hwall (The Boyz)    |
| 13 tháng 12 năm 2019 | Sorn (CLC)          |